# De spreekbuis

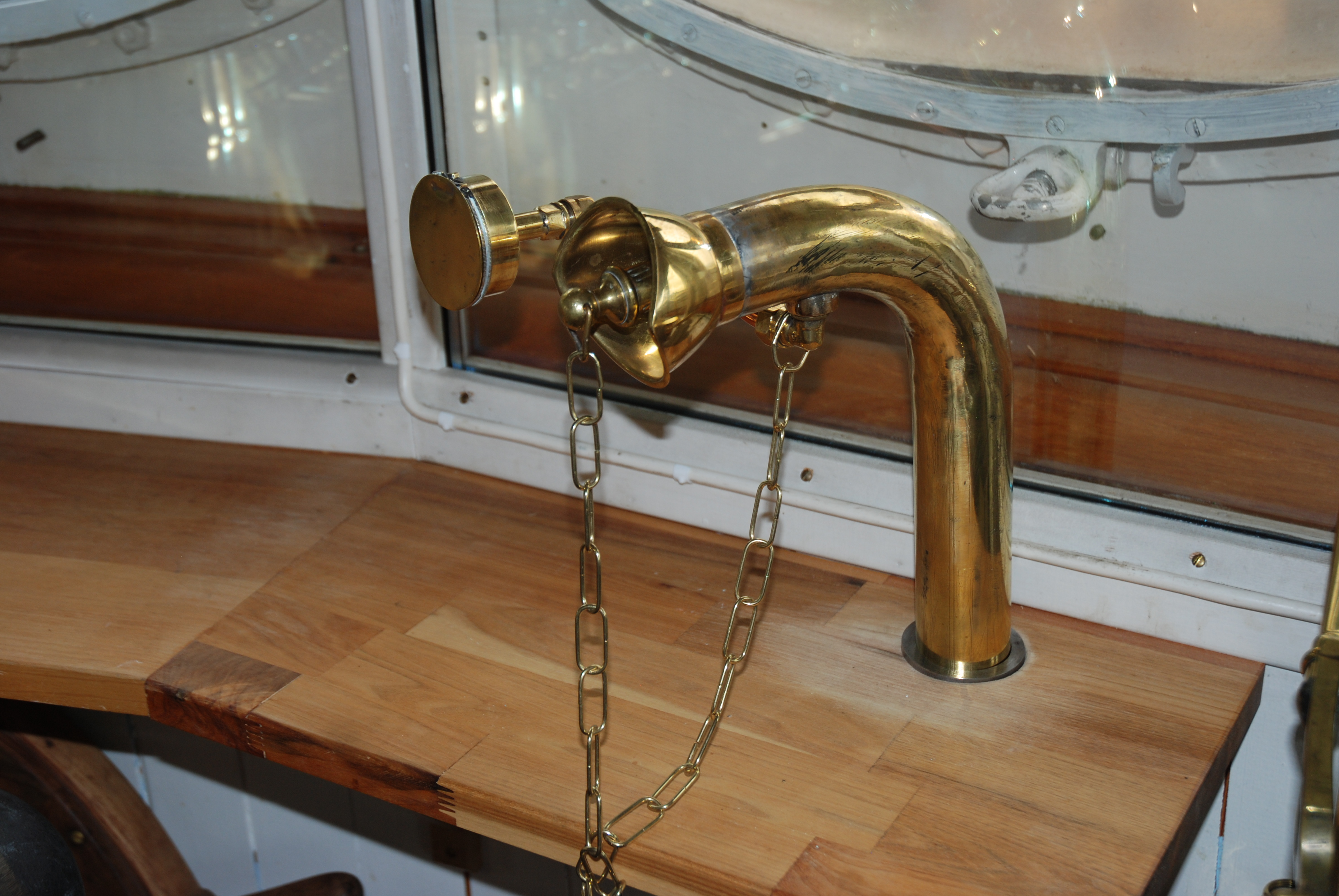
Oude spreekbuis (foto 2011)

De spreekbuis was een vorm van kunst in de openbare ruimte in Amsterdam-Centrum, Wittenburg, te zien tussen juni en september 2024.
Het maakt deel uit van het privéproject Welcome stranger van curator van de Oude kerk Marianna van der Zwaag en kunsthistorica Hester Elzenman. Binnen dat programma werd initiatief genomen tot kleine kunstwerken, die vaak thuis konden worden uitgestald. Het project zou al sinds 2017 lopen (of zelfs daarvoor), maar leidde voornamelijk een sluimerend bestaan. Welcome stranger kreeg een nieuwe impuls tijdens de coronapandemie, toen door lockdown de mensen en dus ook kunstenaars thuis kwamen te zitten. Er kwam een aantal kleine initiatieven naar voren; onder de kunstenaars die deelnamen aan het project bevonden zich Esther Thielemans (gaf de gevel van haar woningen een gifgroene kleur), Simon Wald-Lasowski (maakte van zijn dakkapel een koekoeksklok), Minne Kersten (slierten worden uit een airco geblazen) en Lucas Lenglet, die een opvallende knalrode hekwerken voor zijn ramen liet plaatsen. Uit de omschrijving kan afgeleid worden dat het om kleinschalige kunst gaat. In 2024 is er een wat bewerkelijker kunstuiting, Kristina Benjoki en Stijn Verhoef maakten de film Het hoogt en het laagt een buurtfilm over Plan van Gool (de straten heten er Het Hoogt en Het Laagt) over de wijkbevolking. De genoemde kunst kan net zo snel verdwijnen als het er kwam/komt.
Het bovenstaande geldt ook voor De spreekbuis van Jacob Dwyer (1988), leerling van de Universiteit van Kingston en enige tijd verblijvend in De Ateliers. Het was een binnen het project een uitgelezen mogelijkheid. De kunstenaar had ten tijde van de opstart nog geen eigen woning en trok door de stad (Welcome stranger); hij woonde dan weer hier, dan weer daar. Hij kreeg een woning met een haast blinde muur aan de Jacob Burggraafstraat (de ingang is gelegen aan de Kleine Wittenburgerstraat 265-315); een groot oppervlak aan baksteen wordt onderbroken door een ramengang (en regenpijp). Hij had het idee van een spreekbuis; vanuit zijn woning praat hij in die spreekbuis, zodat de toehoorder zijn verhalen hoort; hij vertelt daarin over zijn geschiedenis met Amsterdam en haar bewoners. De groene spreekbuis met een kleine roeptoeters loopt van zijn raam op de vierde verdieping tot menshoogniveau berekend vanaf de straat. Het werd vergeleken met de spreekbuis op oude schepen waarbij de kapitein boven op het schip bevelen gaf aan de machinekamer onder in het schip.  
Van kunstwerken binnen het project is de levensduur kort. De meeste verdwijnen na enige maanden. Het Parool van juli 2024 meldde dat ook dit kunstwerk maar tijdelijk was, tot september 2024.